# 葱岭羊茅
葱岭羊茅（学名：Festuca amblyodes），为禾本科羊茅属下的一个植物种。